# Požar v Brazilskem narodnem muzeju
2. septembra 2018, okoli 19:30 po lokalnem času, je v Palači sv. Krištofa (Paço de São Cristóvão) v Riu de Janeiru, v kateri domuje Brazilski narodni muzej, izbruhnil velik požar. Reakcija na kulturno izgubo je bila hitra, saj je v muzejskih depojih več kot 20 milijonov predmetov, brazilski predsednik Michel Temer pa je ocenil izgubo zgodovinske in kulturne dediščine za »neprecenljivo«. Vzrok požara je še treba določiti, vendar je lahko povezan s stalnim pomanjkanjem sredstev muzeja v prejšnji polovici desetletja. Zaenkrat ni poročil o poškodovanih ali žrtvah.

## Ozadje
Z rednim zmanjševanjem proračuna od leta 2014 muzej ni prejel 520.000 R $ na leto, potrebnih za njegovo vzdrževanje. Videli so se znaki razpadanja, kot so olupljene stene in izpostavljene žice. Muzej je praznoval svojo 200. obletnico junija 2018 v položaju delne opustitve.
Muzejski podpredsednik Luiz Fernando Dias Duarte se je skliceval na zanemarjanje, ki ga je muzej doživel med zaporednimi vladami.

## Požar
2. septembra 2018, kmalu po zaprtju za javnost, je ogenj velikih razsežnosti dosegel vsa tri nadstropja stavbe Narodnega muzeja v parku Quinta da Boa Vista. Gasilci so bili poklicani ob 19:30 (po lokalnem času) in so hitro prišli na prizorišče.
Do 21. ure je ogenj ušel nadzoru, z velikimi plameni in občasnimi eksplozijami, s katerimi so se borili gasilci štirih četrti. Desetine ljudi je prišlo v Quinta da Boa Vista, da bi videli ogenj.
Ob 21.15 je specializirana skupina gasilcev vstopila v stavbo, da bi poskušala zavarovati površine, ki jih plameni še niso prizadeli in oceniti obseg škode.
Do 21:30 je požar zajel celotno stavbo, pa tudi dve razstavi, ki sta bili na dveh območjih na sprednji strani glavne stavbe. Štirje varnostniki, ki so delali v muzeju, so uspeli pobegniti; ni bilo poročil o nezgodah.
Ob 21.45 so priskočili na pomoč pripadniki brazilskega marinskega korpusa iz oporišča v bližini. Uporabili so dve gasilski vozili z vrtljivimi lestvami, pri čemer sta gasilce z vodo oskrbovali dve cisterni. Ob 22:00 se je desetine zaposlenih v muzeju pridružilo boju proti plamenom. Dve nadstropji stavbe sta bili že uničeni, streha se je zrušila. Edson Vargas da Silva, knjižničar, ki je 43 let delal v muzeju, in je bil priča uničenju, je dejal: »Preveč papirja, lesena tla, preveč stvari, ki hitro gorijo«. 

## Posledice
Ocena uničenega je še nedokončana, saj je bil ogenj preveč intenziven in obstaja nevarnost eksplozij. Slike na družabnih medijih so pokazale, da je bil majhen del zbirke rešen iz goreče stavbe. 

## Poškodba zbirk
Podatki o stanju predmetov, ki so bili razstavljeni, so se začeli pojavljati že 2. septembra, ko je nekdanji član Katalonskega parlamenta začel deliti slike predmetov. Ena od njih je bila rimska freska iz Pompejev, ki je preživela izbruh Vezuva, a je bila izgubljena v ognju. Po podatkih muzejskih uradnikov je bilo uničene skoraj 90 % zbirke. Slike na družbenih medijih so pokazale, da so iz ognjene stavbe reševali predmete gasilci in drugi ljudje, verjetno civilisti. Tiskovni predstavnik gasilske službe je poročal, da so bili nekateri kosi iz ognja rešeni zaradi prizadevanj gasilcev in delavcev iz muzeja. Gospod João Carlos Nara je poročal novinarjem, da »bo malo ostalo« in da bodo morali »počakati, dokler gasilci ne bodo dokončali svojega dela, da bi resnično ocenili [obseg] vsega«. Naslednji dan so gasilci v muzeju začeli reševati več del, poskušali so rešiti kar so lahko pod gorečimi ostanki propadajoče strehe.
Meteorit Bendegó, največji železni meteorit, kdajkoli najden v Braziliji, je ostal nepoškodovan. Družba National Geographic je pojasnila, da je tako »veliko, kovinsko skalo« rešilo pred poškodbami, ker te lastnosti naredi ogenj. Najvrednejši muzejski zakladi, ki so bili na seznamu zgodaj naslednji dan, so ostanki skeleta ženske Luzie, meteorit Bendegó, fosil Maxakalisaurusa in muzejska zbirka pompejskih fresk; stavba sama z neoklasicističnimi elementi, kolonialno zgodovino in razširitvijo portugalske kraljeve družine ter imperialno zgodovino po osamosvojitvi je bila navedena kot številka 6.
Zdi se, da je zbirka, ki se nanaša na avtohtone jezike, popolnoma uničena. Cira Gonda je izjavila:
Ljudje, iz oddelka za jezikoslovje ni ničesar. Izgubili smo vse zbirke avtohtonih jezikov: posnetki od leta 1958, zvoki v vseh jezikih, za katere ni več živih govorcev, arhivi Curta Niemuenduja: dokumenti, fotografije, negativi, izvirna etnično-zgodovinsko-jezikovna karta, ki lokalizira vse etnične skupine v Braziliji, edini zapis, ki smo ga imeli od leta 1945. Etnološke in arheološke reference vseh etničnih skupin v Braziliji od 16. stoletja ... nepopravljivo izgubo našega zgodovinskega spomina. To zelo boli, ko si videl vse v pepelu.
- Luzia
- Maxakalisaurus
- Freska iz Pompejev
- Freska iz Pompejev
- Zgodovinsko notranje okrasje

Del muzejske zbirke je nameščen drugje in ni bil prizadet. Zoološki vrt Ria de Janeira, ki je v neposredni bližini Narodnega muzeja, ni bil poškodovan. V muzeju je bila tudi velika znanstvena knjižnica, ki je vsebovala tisoče redkih del. O ljudeh v socialnih medijih je bilo ugotovljeno, da so našli izgorele strani iz knjižnice na bližnjih ulicah.

## Reakcije
Predsednik Nacionalnega inštituta za zgodovinsko in umetniško dediščino Kátiia Bogéa je dejal: »To je nacionalna in svetovna tragedija. Vsi vidijo, da to ni izguba le za brazilske ljudi, ampak za celotno človeštvo ... Je napoved tragedije, saj smo že dolgo vedeli, da brazilska kulturna dediščina nima proračuna«.
Brazilski predsednik Michel Temer je dejal: »Izguba Narodnega muzeja je za Brazilijo neizmerljiva, danes pa je tragični dan za muzejstvo naše države. Dvesto let dela, raziskav in znanja smo izgubili. Zdaj ne moremo izmeriti vrednosti naše zgodovine zaradi škode na zgradbi, ki je v času cesarstva služila kraljevi družini. To je žalosten dan za vse Brazilce«. 